# Lunca Mare
Lunca Mare – wieś w Rumunii, w okręgu Prahova, w gminie Șotrile. W 2011 roku liczyła 454 mieszkańców.